# 克利夫蘭 (英國)
克利夫蘭（Cleveland，发音为/ˈkliːvlənd/）位於英格蘭東北部的地區，面積為583平方公里（225平方英哩），北部與達拉謨郡接壤，南臨北約克郡，東面是北海。
在1974年至1996年期間，克利夫蘭是英國的其中一個非都市郡，2000年的人口估計為567,600。

## 友好城市
- 美国克里夫蘭

## 外部連結
- Historic Cleveland（页面存档备份，存于）